# Universidade de Varsóvia

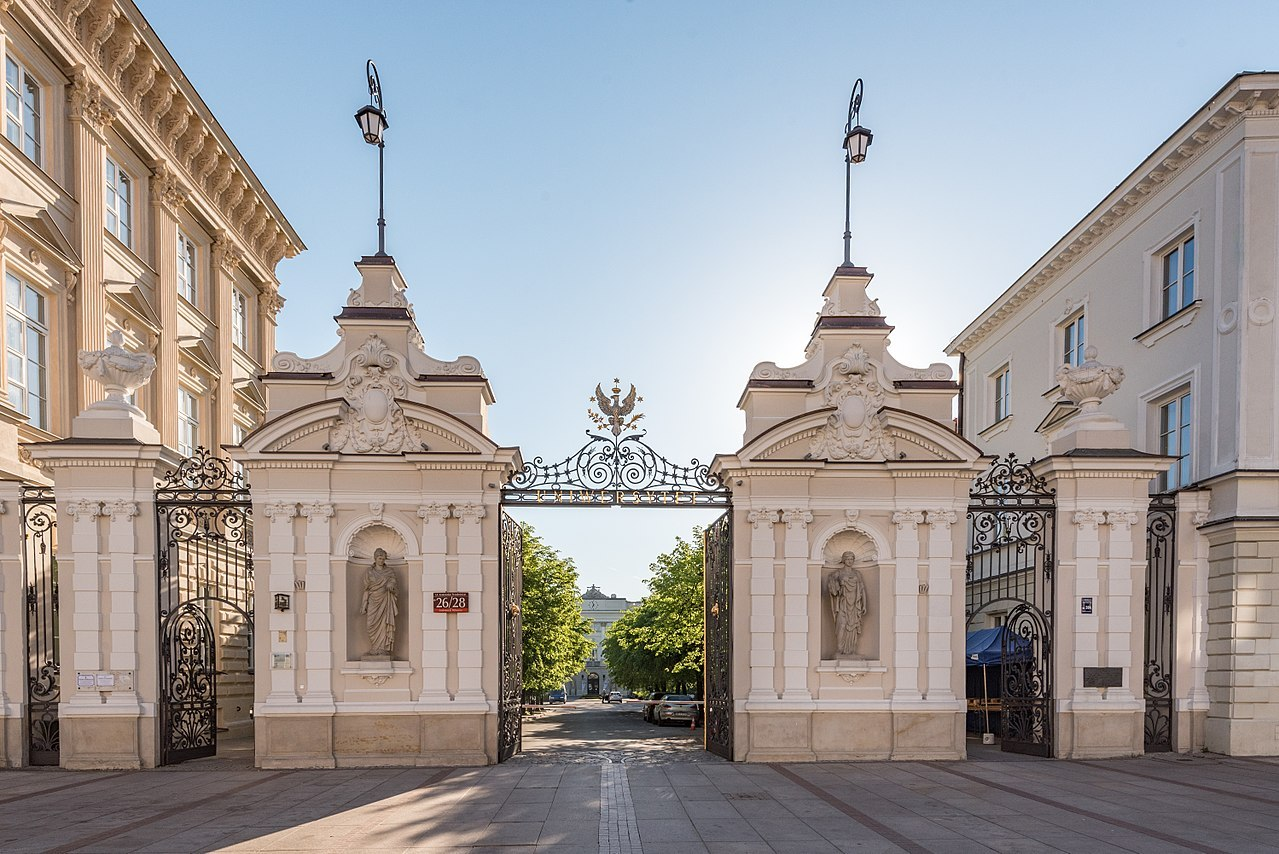
Portão central da Universidade de Varsóvia.

Universidade de Varsóvia (polonês: Uniwersytet Warszawski) é uma universidade pública da Polônia localizada em Varsóvia. Fundada em 1816, é a maior do país, classificada pela The Times Higher Education Supplement como a segunda melhor universidade polonesa dentre as 500 melhores do mundo em 2006.

## Ligação externa
- Official website of the University of Warsaw
- The University's computer network
- Website of The Universiy New Library
- The WU Students Association